# Дельта (літера)
Дельта (велика Δ, мала δ; грец. Δέλτα МФА: [ðelta]) — четверта літера грецької абетки, в системі грецьких чисел, має значення 4.
Літера дельта походить від фінікійської літери далет . До літери, що утворились від грецької дельта, належать латинська D та кирилична Д.

## Походження
Дельта річки (спочатку дельта річки Ніл) названа так тому, що її форма наближена до трикутної дельти, написаної у верхньому регістрі. Всупереч поширеній легенді, таке використання слова дельта не було винайдено Геродотом. 

## Використання
У математиці приріст якої-небудь величини {\displaystyle x} позначається {\displaystyle \Delta x}.
У фізиці для позначення величини (наприклад, роботи термодинамічного процесу) {\displaystyle W}, яка залежить від шляху (процесу) досягнення, називають функцією процесу і позначають {\displaystyle \delta W}